# Torremanzanas
Torremanzanas (hiszp. wym. [ˌto.re.manˈθa.nas]), także jako la Torre de les Maçanes (walenc. wym. [la ˈto.re ðe lez maˈsa.nes]) – niewielka miejscowość w Hiszpanii w regionie Walencja w północnej części prowincji Alicante, 42 km na północ od Alicante. Gospodarka miasteczka opiera się głównie o rolnictwo, turystykę oraz licznie znajdujące się tu plantacje owoców. 19% mieszkańców nie pochodzi bądź nie urodziło się w Hiszpanii.